# Schleckmuschel

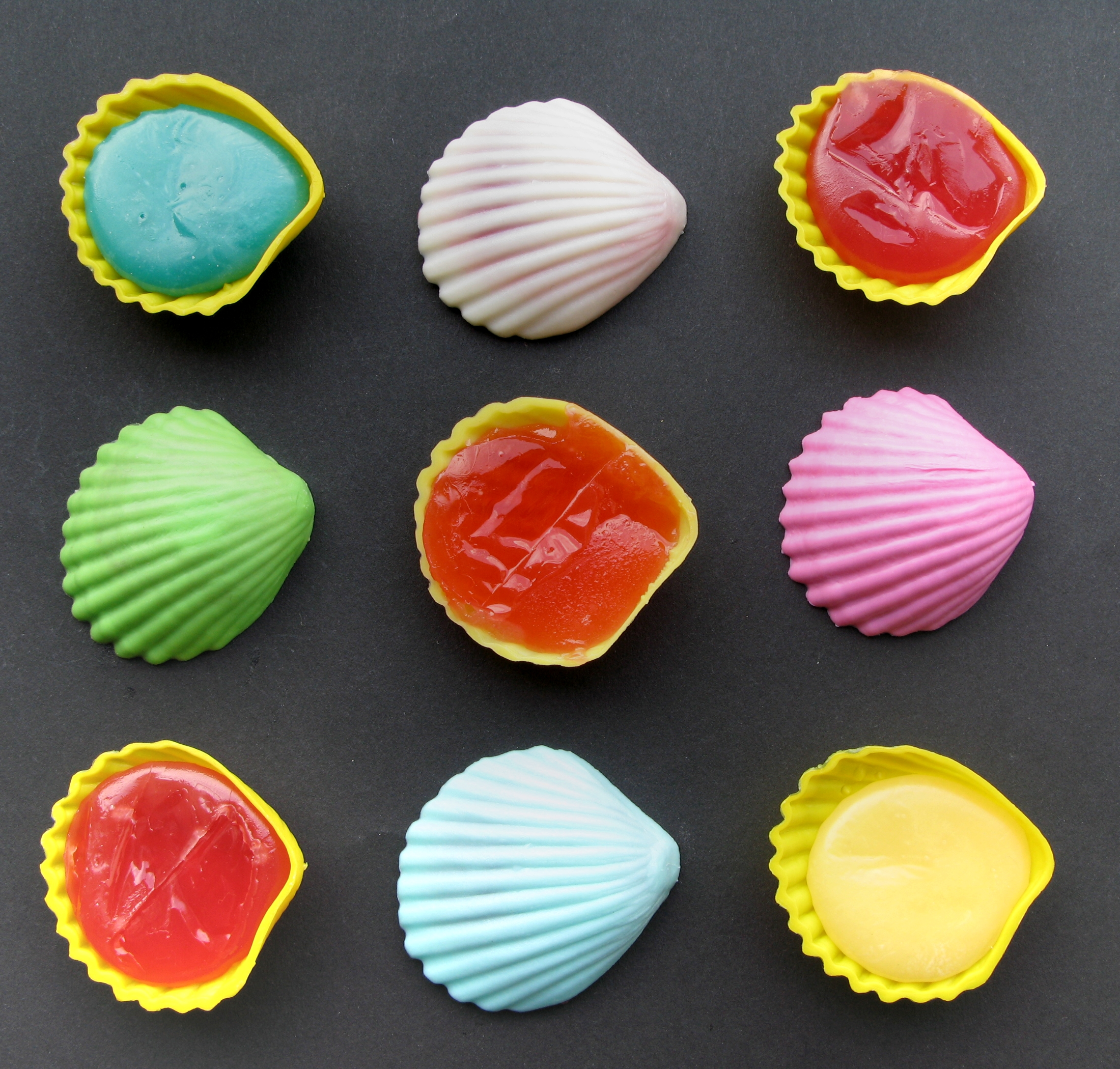
Schleckmuschel in verschiedenen Farben

Schleckmuscheln oder Leckmuscheln sind Hartbonbons, deren Masse in Kunststoffschalen von Herzmuschelform gefüllt ist. Sie müssen aus der Schale herausgeleckt werden. Die einfache Bonbonmasse besteht im Wesentlichen aus Zucker, Glukosesirup, Aromastoffen und Lebensmittelfarbe.
Bekannt sind Leckmuscheln mindestens seit den 1960er Jahren. Die überwiegend bei Kindern beliebte Süßigkeit ist einzeln oder in kleinen Tüten vor allem in Kiosken bzw. Trinkhallen u. Ä. erhältlich. Der besondere Vorteil der Schleckmuschel besteht darin, dass man sie auf dem Tisch ablegen und später fertig lutschen kann, ohne dass sie festklebt wie beispielsweise Bonbons, Dauerlutscher oder ähnliche Lutschwaren. Vertrieben wurden Schleckmuscheln bis Ende der 1970er Jahre von der Firma Süport in Viernheim.
Das Bundesinstitut für Risikobewertung weist darauf hin, dass die Muschel von kleineren Kindern, die sie komplett in den Mund nehmen und den Kunststoff verformen, unter Umständen verschluckt werden kann, sodass in diesem Fall Erstickungsgefahr besteht. Es ist bislang jedoch nur ein derartiger Fall bekannt geworden, weswegen die Muscheln nicht aus dem Handel genommen wurden. Es wurde jedoch empfohlen, einen entsprechenden Hinweis auf der Verpackung anzubringen.